# Rađenovci
Rađenovci falu Horvátországban, Sziszek-Monoszló megyében. Közigazgatásilag Novszkához tartozik.

## Fekvése
Sziszek városától légvonalban 64, közúton 86 km-re délkeletre, községközpontjától légvonalban 15, közúton 20 km-re keletre, a megyehatáron fekszik.

## Története
Rađenovići területe 1231-től egészen a török hódításig a Szencsei (horvátul Svetački) család birtoka volt. A falu területén állt egykor a Szencseiek vára és Szent Mihály tiszteletére szentelt temploma. A török támadások 1530-tól váltak intenzívebbekké, majd 1540-ben Szencsei Kristóf behódolt a szultánnak. Ennek ellenére nem tudta megtartani birtokait, négy várat át kellett adnia a töröknek.
Rađenovći neve csak a 19. században tűnik fel „Radjenovce” alakban, de egészen 1921-ig az egykori Goleši falu része volt. 1890-ben 227, 1910-ben 308 lakosa volt. Pozsega vármegye Novszkai járásához tartozott. 1918-ban az új szerb-horvát-szlovén állam, majd később Jugoszlávia része lett. A II. világháború idején a Független Horvát Állam része volt. A háború után enyhült a szegénység és sok ember talált munkát a közeli városokban. Rađenovci csak 1948-tól  számít önálló településnek. 1991-ben teljes lakossága szerb nemzetiségű volt. 1991. június 25-én a független Horvátország része lett, szerb lakossága azonban a szerb erőkhöz csatlakozott. A horvát hadsereg 1995 augusztusában a Vihar hadművelet keretében foglalta vissza. A szerb lakosság elmenekült. A településnek 2011-ben mindössze 2 lakosa volt.

## Népesség
| Lakosság változása | Lakosság változása | Lakosság változása | Lakosság változása | Lakosság változása | Lakosság változása | Lakosság változása | Lakosság változása | Lakosság változása | Lakosság változása | Lakosság változása | Lakosság változása | Lakosság változása | Lakosság változása | Lakosság változása | Lakosság változása |
| ------------------ | ------------------ | ------------------ | ------------------ | ------------------ | ------------------ | ------------------ | ------------------ | ------------------ | ------------------ | ------------------ | ------------------ | ------------------ | ------------------ | ------------------ | ------------------ |
| 1857               | 1869               | 1880               | 1890               | 1900               | 1910               | 1921               | 1931               | 1948               | 1953               | 1961               | 1971               | 1981               | 1991               | 2001               | 2011               |
| 0                  | 0                  | 0                  | 227                | 243                | 308                | 247                | 0                  | 107                | 137                | 146                | 97                 | 58                 | 24                 | 2                  | 2                  |

(1858 és 1880 között, valamint 1931-ben lakosságát Rajčićihez számították.)

## Nevezetességei
A Szencseiek vára és Szent Mihály tiszteletére épített középkori temploma valahol a falu területén, ma még nem ismert helyen állt.